# Понапе (народ)

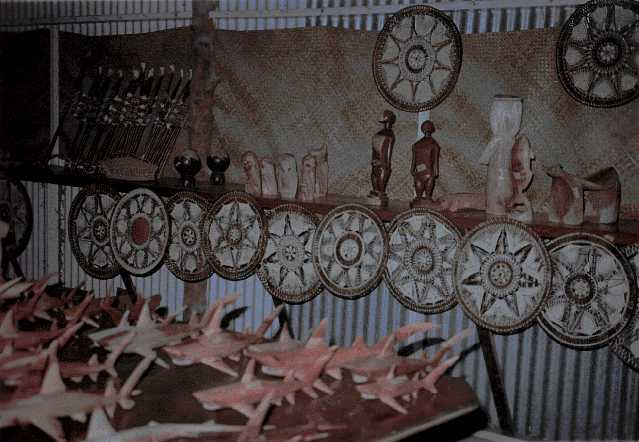
Сувениры народа Понапе

Понапе́ — микронезийский народ, коренное население острова Понпеи (Понапе), политически относящегося к Федеративным Штатам Микронезии. Численность — 28 тысяч человек. Язык — понапе, микронезийской подветви австронезийской семьи языков. По религии — католики и протестанты, сохраняют и традиционные культы.
Географическое положение острова на пересечении путей привело к тому, что народ понапе давно смешан с филиппинцами, полинезийцами, меланезийцами, японцами. Быт, культура, социальное устройство близки общемикронезийским. Особенно близки по культуре соседним народам трук и косраэ.